# Ismo Tholi
Gli Ismo Tholi sono una struttura geologica della superficie di Venere.